# Orpheusspötter
Der Orpheusspötter (Hippolais polyglotta) ist ein Singvogel aus der Familie der Rohrsängerartigen (Acrocephalidae). Die Art hat ein relativ kleines Verbreitungsgebiet im Südwesten der Paläarktis. Sie breitet sich seit Jahrzehnten nach Nordosten aus und brütet seit 1983 auch in Deutschland.

## Beschreibung

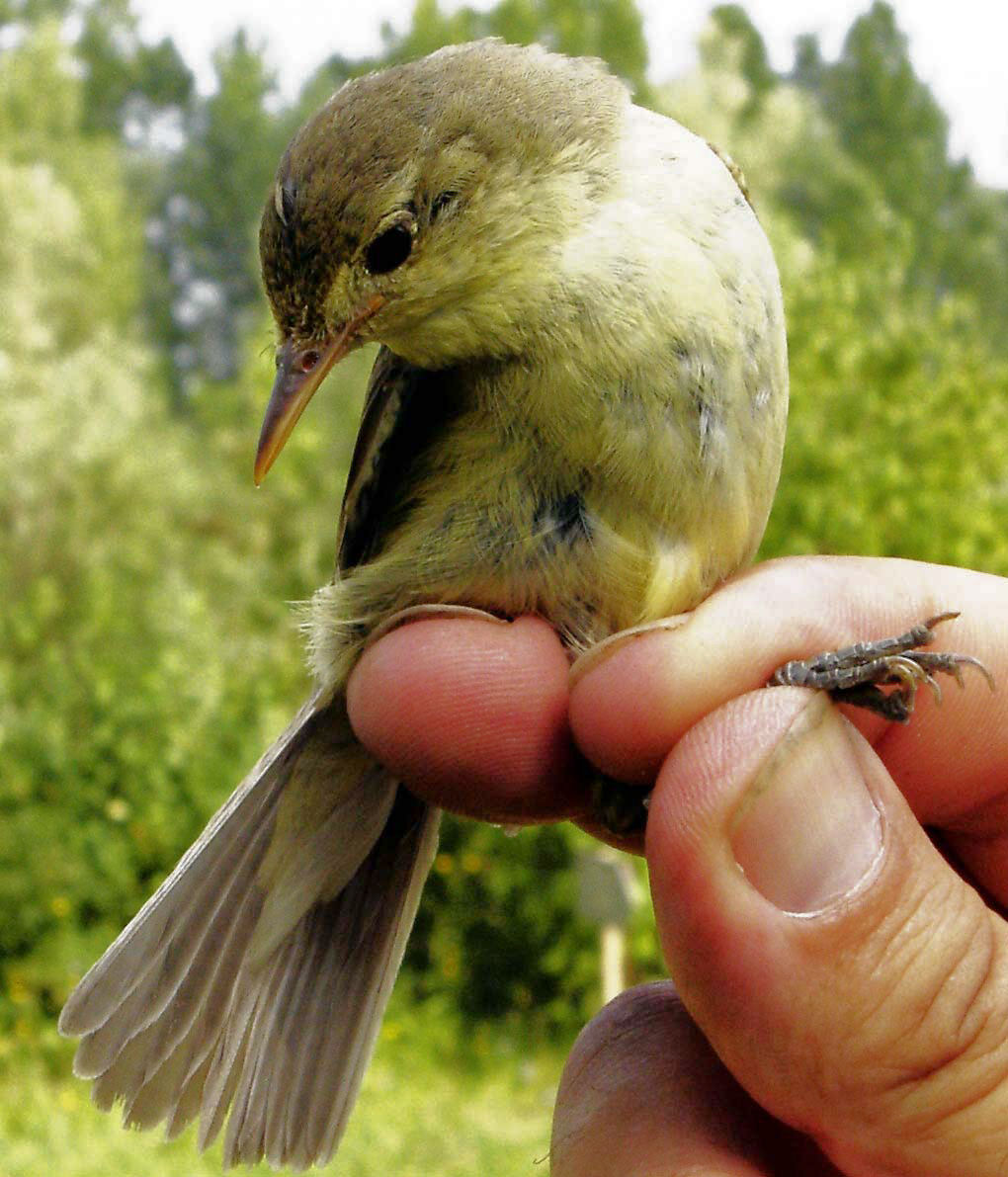
Diesjähriger Orpheusspötter

Der etwa 13 cm lange Orpheusspötter hat eine Flügelspannweite von 17,5–20 cm und wiegt etwa 10–13 g. Im Vergleich zu anderen Spöttern hat er einen relativ kurzen Schnabel, was jedoch im Feld kein sicheres Bestimmungsmerkmal darstellt.
Insgesamt ähnelt die Art sehr dem Gelbspötter. Die Oberseite ist grünlich-braun, die Unterseite ist hellgelb. Die Beine sind bräunlich. Zügel, Augenring und Schnabelseiten sind allesamt hell. Die Geschlechter sind gleich gefärbt, wobei das Männchen häufig kräftigere Farben zeigt. Die ausgeflogenen Jungvögel wirken insgesamt viel blasser und haben zudem ein schwach angedeutetes helles Flügelfeld.

### Verwechslungsmöglichkeiten
Die Art kann sehr leicht mit dem Gelbspötter verwechselt werden. Bestes Unterscheidungsmerkmal zu dieser Art ist beim sitzenden Vogel die erheblich geringere Handschwingenprojektion. Weiterhin bilden beim Gelbspötter die hellen Ränder der Schirmfedern und der Armschwingen im Sitzen ein helles Feld, beim Orpheusspötter ist dieser Bereich einfarbig olivgrün.
Meist können die beiden Arten jedoch schon anhand ihrer unterschiedlichen Verbreitungsgebiete differenziert werden, diese überlappen nur im nordwestlichen Areal des Orpheusspötters (Nordfrankreich, Belgien, Niederlande, Südwesten Deutschlands). Weiterhin besiedeln die beiden Arten in Bereichen mit gleichzeitigem Vorkommen unterschiedliche Habitate; der Orpheusspötter bevorzugt Bereiche mit offener Buschvegetation, der Gelbspötter präferiert eher Laubwaldränder und Parkanlagen.

## Gesang
Der kontinuierliche Gesang ähnelt bisweilen dem des Sumpfrohrsängers, enthält meist Sperlingsimitationen und wird häufig in rasantem Tempo vorgetragen. Insgesamt fehlen die pfeifenden Elemente des Gelbspöttergesanges. Am Brutplatz lassen sich häufig verschiedene schnalzende Rufe wie „tett“, „tre-tre-te-lü“ und ein sperlingsartiges Rattern vernehmen. Während des Zuges ist die Art meist sehr schweigsam.
Der Gesang wird nur vom Männchen vorgetragen. Dieses sitzt dabei meist exponiert auf der Spitze eines Busches oder eines kleinen Baumes. Am frühen Morgen und am späten Nachmittag ist die Gesangsaktivität am höchsten.

## Verbreitung

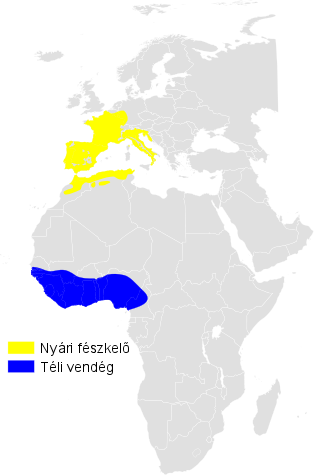
Verbreitung des Orpheusspötters:
Brutgebiete
Überwinterungsgebiete

Das Verbreitungsgebiet des Orpheusspötters erstreckt sich von Nordafrika über die Iberische Halbinsel, Italien und Frankreich nach Nordosten bis nach Belgien, Luxemburg, in die Schweiz und den Südwesten Deutschlands.
Der Orpheusspötter brütete in der Schweiz erstmals 1960 im Kanton Tessin. Heutzutage brütet er zudem in den Kantonen Wallis, Waadt und Genf mit insgesamt etwa 300–500 Paaren. In Deutschland brütete er 1983 erstmals im Saarland. Seitdem hat er auch Rheinland-Pfalz und Baden-Württemberg besiedelt und kommt sporadisch in Hessen und Nordrhein-Westfalen vor. Der deutsche Bestand beträgt etwa 750 Paare.

## Lebensraum
Der Orpheusspötter bewohnt sonnige, offene oder halboffene Flächen mit keinem oder nur geringem Baumbestand, z. B. Kahlschläge, Weinberge, Feldgehölze, Auwälder, Heidegebiete und Kiesgruben. Wesentliche Habitatelemente sind mindestens einzelne, dornige und dichte Sträucher und eine umgebende hohe Krautschicht. Geschlossene Wälder werden nur randlich oder auf großen Lichtungen besiedelt. Die Art besiedelt auch Gärten und Parks mit nicht zu dichtem Baumbestand. Sie ist wärmeliebend und brütet selten über 300 m NN.

## Fortpflanzung

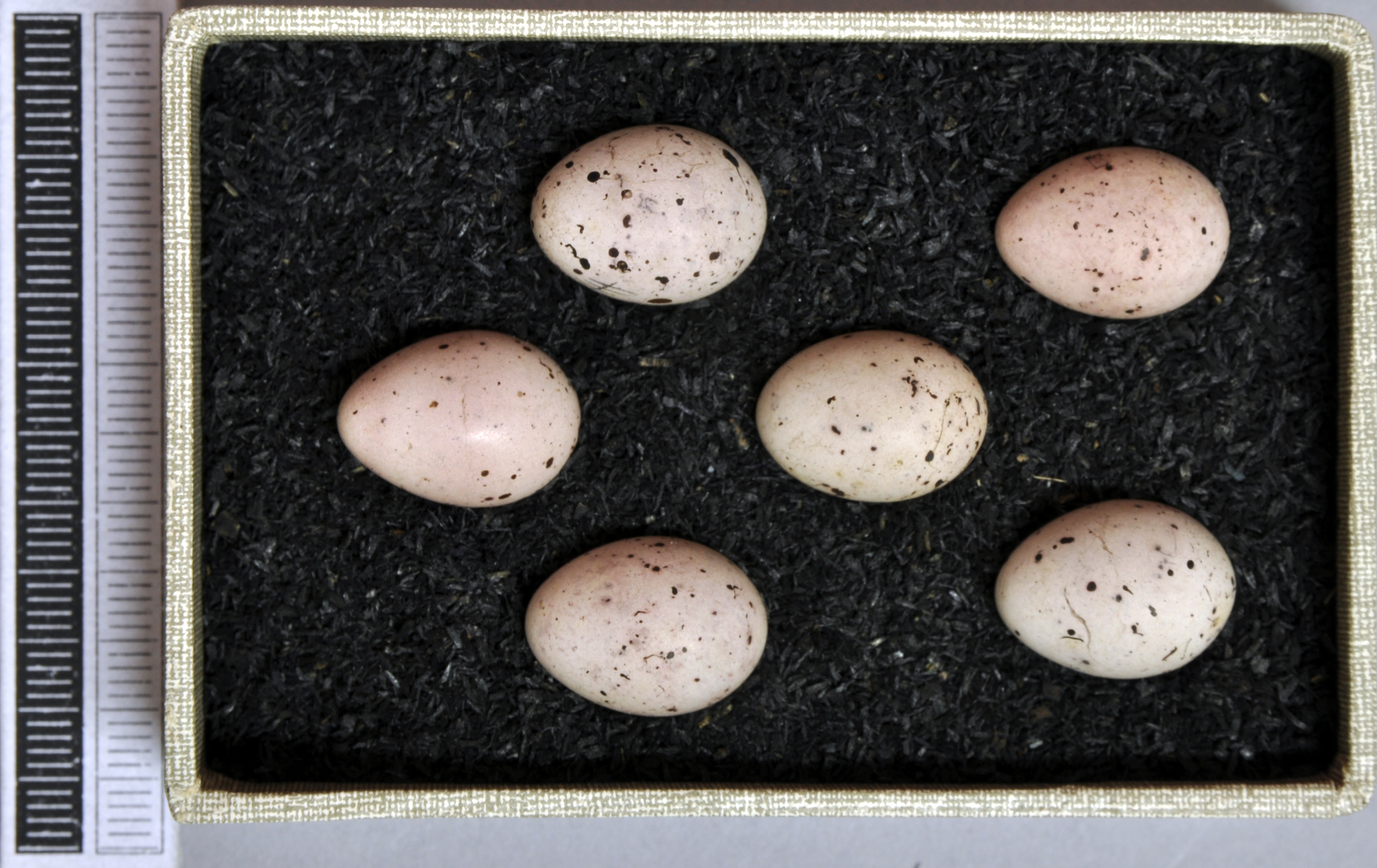
Gelege, Sammlung Museum Wiesbaden

Nach der Ankunft am Brutplatz Anfang Mai beginnen die Männchen sogleich mit dem Singen. Nach der Paarung wählt das Weibchen den Nistplatz aus. Das Nest wird meist nur 1–2 m über dem Boden in einem dichten Busch oder einem kleinen Baum gebaut. Es besteht vor allem aus Gräsern und feinen Wurzeln.
Während das Weibchen die 3–5 grüngrauen Eier 12–14 Tage lang bebrütet, wird es vom Männchen mit Insekten versorgt. Nachdem die Jungen geschlüpft sind, füttert auch das Weibchen. Im Alter von 11–13 Tagen sind die Jungen flügge. Sie werden danach noch mindestens 14 Tage lang gefüttert, bis sie selbständig sind und verstreichen.

## Wanderungen
Der Abzug aus den Brutgebieten erfolgt im August. Die letzten Beobachtungen in Mitteleuropa erfolgen im September, in Frankreich ausnahmsweise auch noch im Oktober. Die Art ist Langstreckenzieher; die Überwinterung erfolgt südlich der Sahara im tropischen Westafrika nördlich des Regenwaldes in einem Areal, das vom Süden des Senegal bis Kamerun reicht. Der Zeitraum des Abzuges aus dem Winterquartier ist unbekannt. Im Maghreb werden erste Heimzügler im März beobachtet, der stärkste Durchzug erfolgt dort jedoch im April. Die Brutgebiete in Frankreich werden frühestens Mitte April erreicht, im Kanton Tessin ab Ende April. Der Heimzug endet Ende Mai.

## Gefährdungssituation
Die Art wird wegen des sich vergrößernden Verbreitungsgebietes von derzeit etwa 2.750.000 km² und der steigenden Bestände von ca. 6 bis 10 Millionen adulten Individuen in der Roten Liste der IUCN als nicht gefährdet (Least Concern) eingestuft. Eine mögliche Bedrohung liegt im Klimawandel, wodurch sich sein Verbreitungsgebiet wieder verkleinern könnte.
In Deutschland wird der Orpheusspötter in der Roten Liste in der Kategorie „Arten mit geografischer Restriktion“ geführt, in der Schweiz steht er auf der sogenannten „Vorwarnliste“.